# Арутюнов, Баграт Николаевич
Баграт Николаевич Арутюнов (1889—1953) — организатор железнодорожного транспорта СССР, Герой Социалистического Труда, вице-генерал-директор путей сообщения 1-го ранга.

## Биография

Могила Арутюнова на Новодевичьем кладбище Москвы.

Родился 31 октября 1889 года в городе Тифлисе, в семье ремесленника-шорника. Окончил двухгодичное церковно-приходское училище, затем городское начальное училище и в 1907 году Тбилисское ремесленное училище, слесарно-механическое отделение. Стал работать слесарем механического завода. Через два года перешёл помощником мастера в ремесленное училище, в котором учился сам, а затем пять лет работал там мастером. В мае 1925 года стал начальником фабрично-заводского училища (ФЗУ), в которое реорганизовалось ремесленное училище. В 1928—1931 годах на профсоюзной работе — ответственный секретарь Союза работников просвещения, а потом — Совета профсоюзов Грузии.
В 1931 году Решением Закавказского крайкома Арутюнов был утверждён начальником Тифлисского паровозоремонтного завода. В следующем год «энергичный и настойчивый хозяйственник» был награждён Центральным Исполнительным Комитетом Советов депутатов Грузии республиканским орденом Трудового Красного Знамени. В 1933 году был избран членом ЦК КП(б) Грузии и назначен управляющим Чиатурским марганцевым трестом. В июне 1937 года по просьбе секретаря ЦК КП(б) Грузии Л. П. Берии Арутюнова, работавшего в то время директором Тбилисского паровозоремонтного завода, принял с докладом Л. М. Каганович. В октябре Арутюнова назначили начальником Закавказской железной дороги, 12 декабря этого же года он был избран депутатом Верховного Совета СССР.
Свою энергию и административные способности Арутюнов применил на посту начальника Закавказской железной дороги. По его инициативе на дороге стали внедряться кривоносовские методы работы, широко применяться кольцевая езда. Это улучшило работу паровозного парка, дало возможность повысить вес грузовых поездов, увеличить суточный пробег паровозов. На кольцевую езду был переведён и труднейший участок Тбилиси — Хашури, где использовались мощные электровозы. 1 апреля 1939 года Арутюнов был назначен заместителем наркома путей сообщения СССР и в конце года утвержден первым заместителем наркома. Занятому по линии Политбюро, выполнявшему одновременно обязанности наркома нефтяной, а затем топливной промышленности, Арутюнову, имевшему лишь гостевой билет, довелось вместо Кагановича выступить на XVIII Всесоюзной партконференции по проблемам и задачам железнодорожного транспорта. Им был разработан график движения поездов на случай войны. 22 июня 1941 года, пока нарком Каганович был в Кремле на экстренном совещании у Сталина, Арутюнов совместно с Егоровым, Ковалёвым, Филипповым и другими заместителями наркома по селекторной связи уточняли обстановку на приграничных дорогах, намечали неотложные меры перехода железнодорожного транспорта на работу в условиях войны. В июле 1941 года Арутюнов, как заместитель Кагановича, был включен в созданный Совет по эвакуации от Наркомата путей сообщения.
В годы войны помимо паровозного и вагонного управления Наркомата путей сообщения Арутюнов курировал работу заводов железнодорожного транспорта и отвечал за производство ими боеприпасов. Решением Государственного комитета обороны его сделали ответственным за доставку фронту и оборонной промышленности нефтепродуктов, используя, видимо, его опыт работы на Закавказской дороге, снабжавшей до войны всю огромную страну бензином, керосином, мазутом и смазочными материалами. В октябре 1941 года в Куйбышев были эвакуированы правительственные учреждения и все дипломатические представительства. На Арутюнова было возложено непосредственное руководство эвакуированным аппаратом НКПС и оперативная связь со всеми наркоматами и железными дорогами. Двойное руководство из Москвы и Куйбышева осложняло работу железнодорожного транспорта, поэтому 14 февраля 1942 года при ГКО был создан Транспортный комитет во главе с И. В. Сталиным. В состав комитета был включен и Арутюнов. Об авторитете Арутюнова как специалиста говорит факт, что когда при назначении назначали наркомом путей сообщения А. В. Хрулёва кто-то из членов Ставки или Политбюро стал возражать, дескать, Хрулёв «не железнодорожник, как же можно его назначать наркомом путей сообщения?». Сталин парировал: «Но ведь там же есть Арутюнов!». Сам А. В. Хрулёв, имевший огромный опыт государственного деятеля, вникал во все тонкости деятельности железнодорожного транспорта, советовался не только с Арутюновым, но и с другими руководителями и специалистами отрасли. Тем не менее его первым помощником был Арутюнов, притом отнюдь не только по должности. Будучи заместителем наркома Арутюнов многократно выезжал в командировки, решал на месте ряд неотложных вопросов на самых сложных участках железнодорожной сети. Так было в июле 1942 года под Сталинградом и на Северном Кавказе. В частности, нужно было ускорить вывоз хлеба из Сталинградской области, к которой рвался враг, а на Северном Кавказе необходимо было неотложно решать задачи с перевозкой нефтегрузов к фронту и на нефтеперерабатывающие заводы, а также ускорить строительство железнодорожной линии Кизляр — Астрахань. Из Дагестана он прибыл в Баку для организации лучшей работы переправы эвакогрузов, марганца и нефти в Красноводск на восточный берег Каспийского моря. За достигнутые успехи отрасли, выполнение заданий правительства и военного командования по организации перевозок оборонных и народно-хозяйственных грузов в ноябре 1942 года Арутюнов был награждён вторым орденом Ленина. Указом Президиума Верховного Совета СССР от 5 ноября 1943 года «за особые заслуги в деле обеспечении перевозок для фронта и народного хозяйства и выдающиеся достижения в восстановлении железнодорожного хозяйства в трудных условиях военного времени» Арутюнову Баграту Николаевичу присвоено звание Героя Социалистического Труда с вручением ордена Ленина и Золотой медали «Серп и Молот». Имел звание Вице-генерал-директор путей сообщения 1 ранга. После окончания войны, в январе 1946 года Арутюнов возглавил Кавказский округ железных дорог, куда входили Северо-Кавказская, Орджоникидзевская и Закавказская магистрали. В 1951 году был назначен заместителем министра чёрной металлургии по транспорту. Скончался 24 января 1953 года на 64-м году жизни.

## Награды
- Медаль «Серп и Молот»
- Три ордена Ленина
- Орден Кутузова I степени (29.07.1945)
- Орден Трудового Красного Знамени ЗСФСР